# Tumulto II
Tumulto II es el cuarto álbum de estudio de la banda chilena de hard rock Tumulto lanzado en 1987 por el sello Star Sound. El trabajo mezcla el clásico hard rock que caracteriza a la banda con elementos pop, que recuerdan el sonido de Deep Purple en su formación Mk III o a Whitesnake.
El disco incluye nuevas versiones de canciones que la banda ya había grabado anteriormente, como En las sombras y Muñeca de trapo. Además, el álbum cierra con una versión de The end of the world de Gary Moore.

## Lista de canciones
| N.º   | Título                 | Música y letra                      | Duración |  |
| 1.    | «Estoy en tu recuerdo» | Vergara                             | 5:52     |  |
| 2.    | «Sueño»                | Vergara                             | 3:39     |  |
| 3.    | «En las sombras»       | Vergara                             | 3:49     |  |
| 4.    | «Muñeca de trapo»      | Aranda                              | 3:41     |  |
| 5.    | «Carretera triste»     | Aranda                              | 3:49     |  |
| 6.    | «Tú, sólo con un beso» | Aranda                              | 4:33     |  |
| 7.    | «Paren las máquinas»   | Vergara                             | 4:21     |  |
| 8.    | «El final»             | Moore (Música) / Vergara (Arreglos) | 4:45     |  |
| 34:28 |                        |                                     |          |  |

## Integrantes
- Orlando Aranda: Guitarra y voz
- Alfonso Vergara: Bajo y voz
- Jorge Fritz: Teclados
- Robinson Campos: Batería